# Tadjou Salou
Tadjou Salou (* 24. Dezember 1974 in Lomé; † 2. April 2007 ebenda) war ein togoischer Fußballspieler und der jüngere Bruder von Bachirou Salou.

## Karriere
Salou begann seine Karriere Anfang der 1990er-Jahre beim togoischen Verein Association sportive Armée de Dieu. 1992 wechselte er zum Club Africain Tunis, mit dem er 1992 tunesischer Meister und Pokalsieger wurde. 1995 gewann er mit dem Team den arabischen Pokal der Pokalsieger. 1996 wechselte er zu Servette Genf, mit denen er 1999 Schweizer Meister wurde. Zwischen 2001 und 2004 spielte er für den Genfer Stadtrivalen Étoile Carouge. Zur Saison 2004/05 wechselte er wieder zurück in seine Heimat, zu AS Douanes de Lomé. Im Jahr 2006 trat er vom Profi-Fußball zurück, da er bereits mit einer schweren Krankheit zu kämpfen hatte. An dieser starb er auch schließlich am 2. April 2007 in seiner Heimatstadt Lomé.

## Nationalmannschaft
Mit der togoischen Fußballnationalmannschaft nahm er 1998, 2000 und 2002 an einer Fußball-Afrikameisterschaft teil. Er war auch einige Zeit lang der Spielführer der togoischen Fußballnationalmannschaft, wurde aber für den Kader der Fußball-Weltmeisterschaft 2006 nicht von Trainer Otto Pfister berücksichtigt.
| Personendaten    | Personendaten             |
| ---------------- | ------------------------- |
| NAME             | Salou, Tadjou             |
| KURZBESCHREIBUNG | togoischer Fußballspieler |
| GEBURTSDATUM     | 24. Dezember 1974         |
| GEBURTSORT       | Lomé, Togo                |
| STERBEDATUM      | 2. April 2007             |
| STERBEORT        | Lomé, Togo                |